# Owoce zatrutego drzewa
Owoce zatrutego drzewa, ang. Fruit of the poisonous tree – pojęcie z zakresu amerykańskiej teorii prawa, które oznacza dowody uzyskane przy złamaniu przepisów prawa.

## Istota dowodów pozyskanych z naruszeniem prawa
Według prawa amerykańskiego, jeśli źródło dowodu jest nielegalne bądź sam dowód zdobyty jest w nielegalny sposób, „skażone” jest również wszystko, co na tym dowodzie się opiera. W konsekwencji dowód będący „owocem zatrutego drzewa” nie może być jedyną przesłanką do wydania wyroku skazującego.

## Procedury w Polsce
W myśl prawa obowiązującego na terenie Rzeczypospolitej Polskiej doktrynę stosuje się wyłącznie w stosunku do funkcjonariuszy publicznych. Odpowiedni przepis w kodeksie postępowania karnego, art. 168a, stanowi:

Dowodu nie można uznać za niedopuszczalny wyłącznie na tej podstawie, że został uzyskany z naruszeniem przepisów postępowania lub za pomocą czynu zabronionego, o którym mowa w art. 1 § 1 Kodeksu karnego, chyba że dowód został uzyskany w związku z pełnieniem przez funkcjonariusza publicznego obowiązków służbowych, w wyniku: zabójstwa, umyślnego
spowodowania uszczerbku na zdrowiu lub pozbawienia wolności.

Z tego przepisu wynika, że o owocach zatrutego drzewa nie można mówić w innym kontekście niż w odniesieniu do funkcjonariuszy publicznych. Jednocześnie nie istnieje przepis zabraniający przedstawiania takich dowodów w procedurze sądowej. W postępowaniu cywilnym o przedstawianiu dowodów mówi artykuł trzeci kodeksu postępowania cywilnego, nakazujący przedstawianie wszelkich okoliczności zgodnie z prawdą. Zatem jeśli którakolwiek ze stron dysponuje dowodami w sprawie, winna je przedstawić, niezależnie od sposobu ich pozyskania.
Konstytucja Rzeczypospolitej Polskiej gwarantuje prawo do sprawiedliwego procesu (art. 45), jednak obowiązująca obecnie wykładnia stwierdza, że słowo „sprawiedliwość” odnosi się do rezultatów, a nie do przebiegu, a to wskazuje, że w pewnych przypadkach można się odwołać do dowodu uzyskanego w nielegalny sposób.